# Eret-hegy
Eret-hegy este o arie protejată (arie specială de conservare — SAC, sit de importanță comunitară — SCI) din Ungaria întinsă pe o suprafață de 142,45 ha, integral pe uscat.

## Localizare
Centrul sitului Eret-hegy este situat la coordonatele 48°00′17″N 22°35′18″E / 48.004722°N 22.588333°E.

## Înființare
Situl Eret-hegy a fost declarat sit de importanță comunitară în mai 2004 pentru a proteja 9 specii de animale. Situl a fost protejat și ca arie specială de conservare în februarie 2010.

## Biodiversitate
Situată în ecoregiunea panonică, aria protejată conține 4 habitate naturale: Păduri stepice euro-siberiene cu Quercus spp., Păduri panonice cu Quercus petraea și Carpinus betulus, Pajiști aluvionare inundabile, de Cnidion dubii, Fânețe montane.
La baza desemnării sitului se află mai multe specii protejate:
- amfibieni (1): buhai de baltă cu burta roșie (Bombina bombina)
- nevertebrate (6): croitorul mare al stejarului (Cerambyx cerdo), fluturele de noapte (Eriogaster catax), Gortyna borelii lunata, Hypodryas maturna, rădașcă (Lucanus cervus), fluturele purpuriu (Lycaena dispar)
- pești (2): zvârluga (Cobitis taenia), boarță (Rhodeus sericeus amarus)

Pe lângă speciile protejate, pe teritoriul sitului au mai fost identificate 1 specie de plante, 6 specii de nevertebrate.